# The Last King of Scotland
 The Last King of Scotland és una pel·lícula britànica de Kevin Macdonald, estrenada el 2006. La pel·lícula és treta de la novel·la homònima de Giles Foden, inspirada en fets reals.

## Argument
Nicholas Garrigan (personatge fictici), jove metge escocès tot just diplomat el 1970, desembarca a Uganda en cerca d'aventures. Poc després de la seva arribada, mentre treballa en un hospital de la sabana, coneix Idi Amin Dadà, que un cop d'estat acaba de propulsar al poder. Li proposa ser el seu metge personal.
Seduït pel carisma del cap de l'Estat i entusiasta pel que fa al destí d'aquest jove país, el jove metge es converteix ràpidament en la persona de confiança del dictador (el seu «més proper conseller») i es troba pres en la trampa de la bogeria mortífera d'Amin, mena d'Ubu sanguinari.

## Origen del títol
En la seva megalomania, Idi Amin Dadà s'havia atribuït un gran nombre de premis i títols honorífics destacant el de Rei d'Escòcia que va portar Giles Foden a titular així la seva novel·la sobre el dictador.

## Repartiment
- Forest Whitaker: Idi Amin Dada
- James McAvoy: Nicholas Garrigan
- Gillian Anderson: Sarah Zach
- Kerry Washington: Kay Amin
- David Oyelowo: Doctor Junju
- Simon McBurney: Nigel Stone
- Adam Kotz: Doctor Merrit
- Abby Mukiibi: Masanga
- Sarah Nagayi: Tolu
- Barbara Rafferty: Senyora Garrigan
- David Ashton: Doctor Garrigan (senior)
- Stephen Rwangyezi: Jonah Wasswa
- Chris Wilson: Perkins
- Clare Wandera: La secretària
- Cleopatra Koheirwe: Joy
- Consodyne Buzabo: Nora Amin
- Giles Foden: el periodista anglès
- Dick Stockley: El periodista anglès
- René Peissker: El periodista alemany
- Stern Jedidian: El periodista estatunidenc
- Dave A. Tarun: El sastre asiàtic

## Premis i nominacions

### Premis
- 2007. Oscar al millor actor per Forest Whitaker
- 2007. Globus d'Or al millor actor dramàtic per Forest Whitaker
- 2007. BAFTA a la millor pel·lícula
- 2007. BAFTA al millor actor per Forest Whitaker
- 2007. BAFTA al millor guió adaptat per Peter Morgan i Jeremy Brock

### Nominacions
- 2007. BAFTA al millor actor secundari per James McAvoy

## Diferències entre el llibre i la pel·lícula
- La pel·lícula només està vagament basada en la novel·la de Giles Foden. De fet, el director Kevin Macdonald no ha animat l'actor James McAvoy a llegir el llibre en la mesura que diferia molt del guió.[1]
- La relació entre Nicholas Garrigan i Amin no és tan íntima al llibre. Garrigan és igualment un personatge més passiu i menys simpàtic (igualment, el seu pare és un pastor presbiterià autoritari i no un metge).
- A la novel·la, els serveis secrets britànics ajuden Garrigan a convertir-se en el metge personal d'Amin, mentre que a la pel·lícula Garrigan té el seu contracte només pel desig d'Amin.
- El personatge de Sarah Merrit (interpretat per Gillian Anderson) a la pel·lícula és una barreja de tres personatges diferents de la novel·la (Joyce Merrit, Sara Zach i Marina Perkins). Molts personatges secundaris de la novel·la (és a dir Frederik Swanepoel, William Waziri, Major Weir, i Angol-Steve) simplement no apareixen a la pel·lícula.
- A la pel·lícula, el company de Garrigan a l'hospital és el Dr. Tomas Junju mentre que a la novel·la el seu col·lega és un escocès, el Dr. Colin Paterson.
- A la pel·lícula, Garrigan s'ocupa del fill epilèptic d'Amin en una crisi. Hi ha una escena equivalent a la novel·la en el transcurs de la qual Garrigan retira un maó de Lego del nas de Campbell, el fill d'Amin.
- A la pel·lícula, Kay, la dona d'Amin, té una relació amb Garrigan que la deixa embarassada, cosa que la condemna abans que Garrigan tingui temps de practicar un avortament. A la novel·la, Kay (un personatge molt menys important) no té cap aventura amb Garrigan. Queda embarassada de Peter Mbalu-Mukasa (un metge africà que ni tan sols apareix a la pel·lícula) i Garrigan es nega a practicar l'avortament. Kay i Peter són morts poc després.
- A la novel·la i a la pel·lícula, el diplomàtic britànic, Stone, demana a Garrigan que mati Amin enverinant-lo. A la pel·lícula, Garrigan intenta fer-ho i és detingut. A la novel·la, Garrigan ni tan sols intenta fer-ho (i reconeix fins i tot a Amin que se li ha demanat que ho faci). En la mesura que Garrigan no traeix Amin, aquest no ordena ni la seva tortura ni la seva condemna a mort com a la pel·lícula (i considera fins i tot que la seva amistat queda intacta al final de la història).
- A la novel·la, Garrigan no s'escapa esquitllant-se entre els ostatges d'Entebbe. Marxa d'Àfrica arran la guerra amb Tanzània, i a la seva tornada a la Gran Bretanya, és acusat i és vilipendiat per la premsa que l'acusa d'haver estat el braç dret d'Amin i d'haver participat activament a les atrocitats comeses pel dictador.
- La manera com la pel·lícula ensenya els fets de l'aeroport d'Entebbe és diferent de l'esdeveniment real: a la pel·lícula els passatgers no israelians són alliberats mentre que en realitat només els no-jueus han estat realment alliberats. La pel·lícula no mostra els pirates alemanys membres de la Fracció de l'Exèrcit Roig que portaven l'operació i dona per suposat que només hi prenien part àrabs.